# Autoplusia olivacea
Autoplusia olivacea är en fjärilsart som beskrevs av Henry Skinner 1917. Autoplusia olivacea ingår i släktet Autoplusia och familjen nattflyn. Inga underarter finns listade i Catalogue of Life.